# Хамуда, Аттиа Мохаммед
Аттиа Мохаммед Хамуда (араб. عطية محمد حمودة‎, 1914, Каир — 1992) — египетский тяжелоатлет. Серебряный призёр летних Олимпийских игр 1948 года, двукратный серебряный призёр чемпионатов мира 1938 и 1950 годов.

## Биография
Аттиа Хамуда родился в 1914 году в египетском городе Каир.
В 1938 году завоевал серебряную медаль на чемпионате мира в Вене в весовой категории до 67,5 кг, подняв в троеборье 317,5 кг, уступив 7,5 кг Энтони Терлаццо из США.
В 1948 году вошёл в состав сборной Египта на летних Олимпийских играх в Лондоне. Выступал в весовой категории до 67,5 кг и завоевал серебряную медаль, подняв в троеборье 360 кг (110 кг в рывке, 145 кг в толчке, 105 кг в жиме). Такой же результат показал другой египетский штангист Ибрагим Шамс, но он оказался легче Хамуды и получил золотую медаль. По ходу выступления установил семь олимпийских рекордов (три в сумме троеборья, два в рывке, по одному в толчке и жиме).
В 1950 году завоевал серебряную медаль на чемпионате мира в Париже в весовой категории до 67,5 кг, подняв в троеборье 317,5 кг, уступив 2,5 кг Джо Питмэну из США.
Умер в 1992 году.